# Shitou He
Shitou He är ett vattendrag i Kina. Det ligger i provinsen Shaanxi, i den nordvästra delen av landet, omkring 120 kilometer väster om provinshuvudstaden Xi'an.
Genomsnittlig årsnederbörd är 730 millimeter. Den regnigaste månaden är september, med i genomsnitt 159 mm nederbörd, och den torraste är december, med 2 mm nederbörd.